# Савельев, Сергей Вячеславович
Серге́й Вячесла́вович Саве́льев (род. 7 марта 1959, Москва) — советский и российский учёный-биолог, Доктор биологических наук, профессор.
Автор широко критикуемых оригинальных концепций. Высказывания и книги С. В. Савельева неоднократно критиковались учёными и журналистами за большое количество фактических ошибок, антинаучность и некорректность выводов. Дважды номинирован на антипремию ВРАЛ.

## Биография
Родился в Москве, получил заочное высшее образование на биолого-химическом факультете в Московском государственном заочном педагогическом институте (МГЗПИ) им. Ленина (ныне Московский педагогический государственный университет). 
Работает в НИИ морфологии человека РАН с 1984 года.
Кандидатскую диссертацию защитил в 1987 по теме: «Роль перемещений нейроэпителиальных клеток и тангенциальных механических натяжений в раннем эмбриональном формообразовании головного мозга».
Докторскую диссертацию защитил в 1992 году по теме: «Раннее эмбриональное формообразование мозга человека и животных в норме и при механозависимых нарушениях развития».
Звание профессора присуждено в 2000 году.
Фотограф, член Творческого союза художников России, награждён бронзовой, серебряной и золотой медалями ТСХ России.

## Научная деятельность
Заведующий лабораторией развития нервной системы ФГБНУ Научно-исследовательского института морфологии человека .
Основное направление научной работы — изучение закономерностей морфологической эволюции и механизмов эмбрионального развития и дифференцировки нервной системы. 
В 2013 году возглавил рабочую группу по изучению мозга мамонта, в которую вошли сотрудники НИИ морфологии человека РАМН, Якутской академии наук и Палеонтологического института РАН.
В 2014 году Савельев был научным руководителем эксперимента «Геккон-Ф4» по изучению влияния микрогравитации на половое поведение, организм взрослых животных и эмбриональное развитие гекконов на спутнике Фотон-М4.

## Взгляды
Савельев считает, что в дальнейшем человек будет развиваться по пути примитивизации (уменьшения уровня интеллекта, улучшения физических характеристик). Заявляет, что:

… использование примитивных социальных инстинктов характерно как для архаичных культов, так и для современных искусства, политики, медицины и научной среды. В научном и общественном сознании существуют устойчивые базовые заблуждения о строении и функционировании организма, которые непрерывно воспроизводятся. Они основаны на загадочной вере и необъяснимой убеждённости в своей правоте участников научных исследований. Самыми яркими примерами являются неопознанные летающие объекты, теория условного рефлекса, провалившаяся программа «Геном человека», холодный термоядерный синтез, клонирование, стволовые клетки, живая и мёртвая вода и многие другие варианты научно-религиозного фанатизма. Следы здравомыслия в этом случае заменены социальными инстинктами, аналогичными понятию «веры», или убеждённостью в праве зарабатывать на жизнь любым способом.
Савельев является одним из авторов учреждённого Александром Прохановым еженедельного сетевого издания «День-ТВ», которое позиционирует себя как антилиберальное, патриотическое и продвигающее «русскую идею».

## Критика
Монография Савельева «Возникновение мозга человека» критикуется редакторами интернет-портала «Антропогенез.ру», указавшими на большое число фактических ошибок, внутренних противоречий и неправильное использование ряда специальных терминов. Редакторы также отмечают, что автор в своих рассуждениях прибегает к риторике, несовместимой с научным подходом (ёрничанье и «полемика с оглуплённым оппонентом»), и обращают внимание на «недостаточное знание зоологии, палеонтологии, антропологии и археологии», ставят под вопрос состоятельность гипотезы Савельева о причинах перехода к прямохождению предков человека. По мнению самого Савельева, указанная критика книги «Возникновение мозга человека» связана с высказанной им отрицательной оценкой монографии «Эволюция мозга человека» Станислава Дробышевского (одного из редакторов портала «Антропогенез.ру»). В 2017 был номинирован в первый раз, в 2018 году Савельева избрали членом-корреспондентом ВРАЛ — премии, учреждённой интернет-порталом «Антропогенез.ру».
Генетик С. А. Боринская (д. б. н., ведущий научный сотрудник лаборатории анализа генома Института общей генетики им. Н. И. Вавилова РАН) в результате анализа выступления Савельева в 2011 году по вопросу верований человека, где он указал на опасность безосновательной веры в научные теории и привёл в пример программу «Геном человека», не рекомендовала воспринимать всерьёз высказывания Савельева на тему генетики.
Православный портал о благотворительности «Милосердие.ру» призвал Российскую академию наук провести этический суд над профессором Савельевым после его выступления на радиостанции «Говорит Москва», в котором он поставил посмертный диагноз «керченскому стрелку» Владиславу Рослякову, категорично заявив, что Росляков имел аутизм. Кроме того, профессор Савельев заявил что «аутизм — это параноидальная шизофрения» и добавил оценочное суждение: «Девочки обычно дома всех режут ночью при таких расстройствах». В заявлении общества Милосердие.ру говорится, что под соусом «экспертного мнения» профессор Савельев позволил себе целый ряд высказываний не только по этике граничащих с фашизмом, но и по уровню компетенции представляющих собой набор крайне невежественных утверждений, непростительных не только для профессора в области любых наук, но даже и просто для минимально грамотного человека. После этого обращения заметку с высказываниями Савельева с сайта радиостанции удалили и главный редактор «Говорит Москва» Сергей Доренко признал, что журналисты допустили ошибку. «Сейчас, когда общественные организации вновь выразили тревогу и обеспокоенность в связи с травлей детей с аутизмом, я вновь приношу извинения за появление недопустимого высказывания на нашем сайте, прошу считать нас, нашу радиостанцию своим союзником и использовать наш эфир для борьбы с предрассудками. Мы с вами. И простите», — написал Доренко в своём телеграм-канале. Извинения размещены в блоге редакции «Говорит Москва». В ответ Савельев записал и выложил на своём ютуб-канале запись видео, в котором он заявил, что журналисты радиостанции «Говорит Москва» совершили подлог, фактически выдав частное мнение Савельева за экспертное.
Был номинирован на антипремию ВРАЛ в 2017. В 2018 прошёл в финал.
Биолог Константин Лесков из Кейсовского университета Западного резервного района отмечает, что в работе Савельева «Патология эмбрионального морфогенеза головного мозга человека» содержится множество ошибок. Например, Савельев перепутал онтогенез с эмбриогенезом или эмбриональным онтогенезом. Также была нарушена методология исследования, поскольку в работе произвольно сравнивались препараты, обработанные разными методами. Также не указаны источники для неочевидных утверждений, например об отсутствии у эмбрионов генетических изменений, а также отсутствуют фото эмбрионов, над которыми якобы проводились эксперименты.
Лесков отмечает, что ссылки в статье иногда не имеют отношения к предмету статьи. Савельев не цитирует работы по молекулярной эмбриологии, опубликованные позднее конца 1990-х годов. Одна из статей, на которую он ссылается, устарела (опубликована более 90 лет назад), и имеются более новые статьи по теме.
Комментарий старшего научного сотрудника кафедры эмбриологии биологического факультета МГУ Станислава Кремнёва:

Несмотря на наличие С. В. Савельева в списке авторов статьи Beloussov LV, Saveliev SV, Naumidi II, Novoselov VV. Mechanical Stresses in Embryonic Tissues: Patterns, Morphogenetic Role, and Involvement in Regulatory Feedback. 1994 p. 1-34, Савельев не участвовал в этой работе и не имеет отношения к экспериментам по выявлению роли механических напряжений в морфогенезе. Савельев также не внес никакого вклада в построение карт механических напряжений в эмбрионах (Beloussov, L. V., Dorfman, J. G., and Cherdantzev, V. G. (1975)).

Утверждение Савельева об отсутствии плодовитого потомства у представителей разных рас, в том числе якобы «отдалённых» друг от друга (расистская концепция полигенизма), противоречит как научным исследованиям (метисы в течение многих десятилетий и подробно изучались антропологами различных стран), так и массе наблюдаемых фактов. Так, в ЮАР существует целая группа народностей, обозначаемая собирательным словом «цветные». Группа образовалась в результате смешения европейских поселенцев, койсанов (бушменов и готтентотов), а также банту и индийцев. Численность южноафриканских «цветных» составляет более 4,5 млн человек. Советский антрополог Я. Я. Рогинский (1953) отмечал, что в начале XX века на каждую семью «цветных» приходилось в среднем восемь детей. По данным генетических исследований (2009), «цветные» Южной Африки являются наиболее генетически разнородной группой. В ряде южноамериканских стран смешанное население составляет большую часть (например, в Чили до 65 %). Генетик С. А. Боринская отметила, что для того, чтобы расы стали генетически несовместимыми, им нужно находиться в изоляции друг от друга, не обмениваясь генами, несколько миллионов лет.

## Комментарии
1. ↑  «По этой же причине (предел Хейфлика) нельзя никого клонировать. Если ядро соматической клетки пересадить в яйцеклетку, зародыш просто умрет от старости, ведь у соматической уже выработана значительная часть ресурса делений. Поэтому вопрос клонирования — дело бизнеса и мистификации, а не медицины. Кстати, была ли знаменитая овечка Долли клоном, генетически не доказано. Серьёзные работы говорят лишь о том, что можно добиться пересадки ядра: при этом зародыш какое-то время делится, а потом погибает. Сей факт ученым был известен уже четверть века назад[13].»
2. ↑  «Стволовых клеток нет в природе, поскольку под стволовыми клетками понимают две вещи, что эта клетка может бесконечно делится и дифференцироваться во что угодно. И то и другое чистая ложь, в эмбриологии такие феномены не известны и каждая клетка должна пройти целый цикл взаимодействий, который приведёт её в тот или иной орган или ткань. Бесконечно делящихся клеток в организме нет. С того момента, как сперматозоид попал в яйцеклетку, включился счетчик делений. И более 50—56 раз клетки человека уже не поделятся. Как только предел Хейфлика исчерпывается, человек умирает[14].»